# MILF

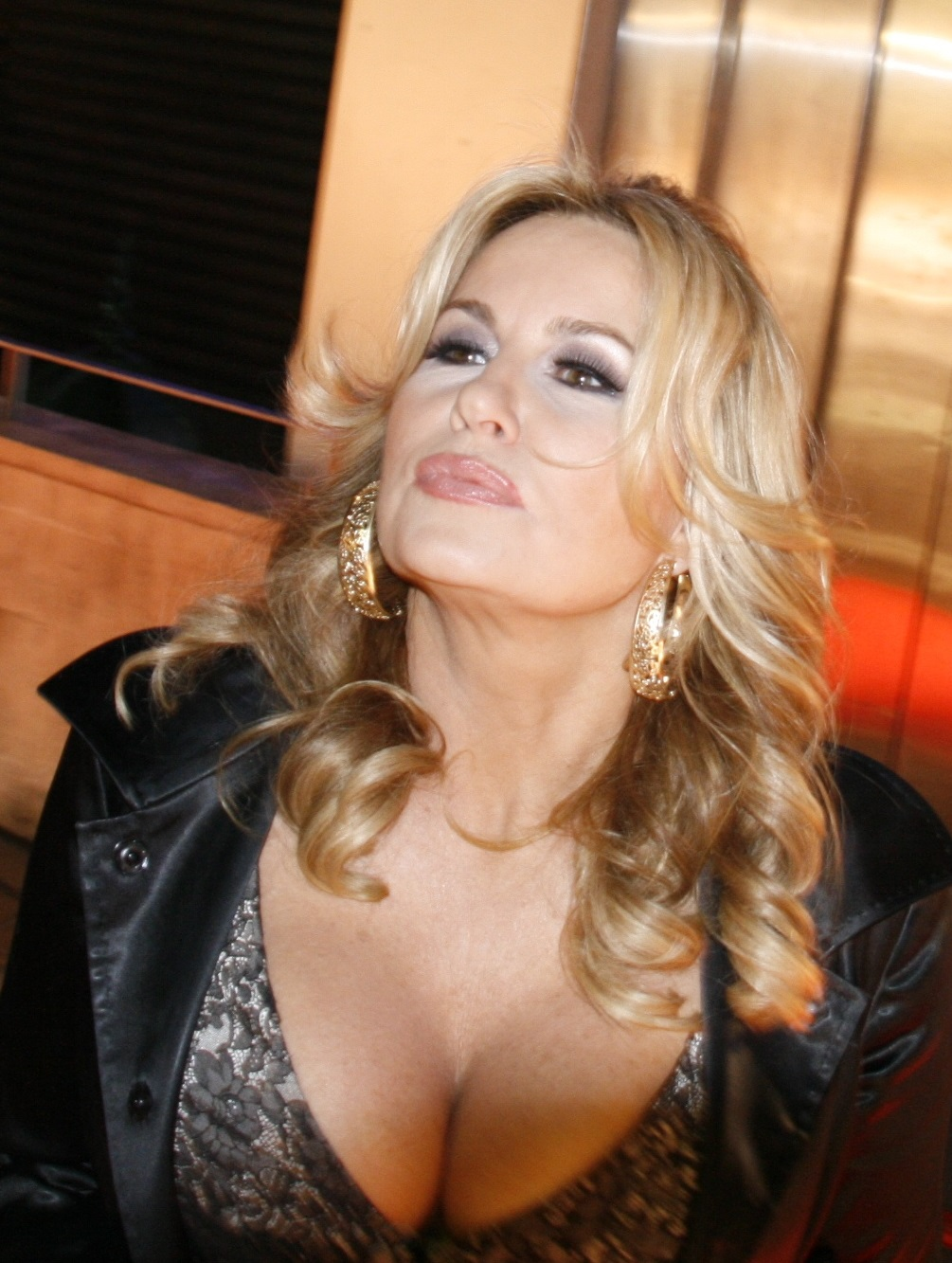
제니퍼 쿨리지는 영화 《아메리칸 파이》에서 연기한 캐릭터를 통해 "MILF"라는 용어의 대중화에 기여했다.

MILF(/mɪlf/, 밀프)는 "mother I'd like to fuck"(성관계를 갖고 싶은 엄마)의 약자이다. 전체 문구 대신 일상적인 영어에서 주로 사용되며, 일반적으로 자녀가 있는 나이 든 여성 중 성적으로 매력적이라고 여겨지는 사람을 의미한다. 관련된 용어로는 "쿠거"(cougar)가 있는데, 젊은 남성과의 성적 관계를 적극적으로 추구하는 나이 든 여성을 뜻한다.

## 역사
언어학자 로렐 A. 서튼은 MILF가 1992년 봄 버클리 대학교의 대규모 언어학 수업에서 학부생들로부터 수집된 "매력적인 여성"을 가리키는 9개 용어 중 하나였다고 밝혔다. 주요 사용자들은 "캘리포니아 이스트 콘트라 코스타 출신의 대학생들"이었다. 이 용어는 영화 《아메리칸 파이》(1999년)에서 존 조의 캐릭터(단순히 "MILF 남자 2번"으로 크레딧됨)가 제니퍼 쿨리지의 캐릭터 지닌 스티플러를 지칭하면서 널리 대중화되었다. 《아메리칸 파이》의 각본가 아담 헤르츠는 자신이 이 문구를 만들어내지 않았다고 밝혔다.
2007년 《뉴욕》 잡지의 한 기사는 이 용어가 주류가 되었다는 증거로 "카페 프레스에서 2만 5천 개 이상의 MILF 브랜드 머그컵과 티셔츠부터 핫맘 관련 서적들(《핫맘 핸드북》, 《말썽쟁이 엄마의 고백》, 《MILF 선집》), 텔레비전 프로그램(《위기의 주부들》, 《오렌지 카운티의 진짜 주부들》, 곧 방영될 '미국에서 가장 핫한 엄마' 대회, 그리고 개발 중인 《MILF와 쿠키》 파일럿 프로그램), 그리고 물론 이에 따른 포르노 장르"가 있다고 언급했다.
일부 언론 매체는 이 표현이 여성에게 모욕적이라고 판단하고, WHIP으로 대체할 것을 제안했는데, 이는 "women who are hot, intelligent and in their prime"(섹시하고 지적이며 전성기에 있는 여성)의 약자이다.

## 유사한 용어
'야미 마미'(yummy mummy)라는 용어도 MILF와 함께 사용된다. 《옥스퍼드 영어사전》은 이 용어를 "매력적이고 세련된 젊은 어머니"로 정의하고 있다.
비록 아직 대중문화 전반에 널리 퍼지지는 않았지만, 'DILF'(아버지/daddy I'd like to fuck의 약자) 또는 'FILF'(father I'd like to fuck의 약자)라는 형태가 남성을 좋아하는 사람들 사이에서 성적으로 매력적인 나이 든 남성, 특히 아버지일 가능성이 높은 사람을 지칭하는 데 사용된다.
'GILF'(할머니 I'd like to fuck의 약자)와 '실버 폭스(silver fox)'라는 용어는 자녀 출산 여부와 관계없이 매력적이고 성적으로 활발한 나이 든 여성(55세 이상)을 가리킨다.

## 대중문화에서
2002년, 미국 워싱턴주의 한 주민이 "Got Milk?"(우유 있어요?) 광고 슬로건을 패러디한 "GOTMILF"라는 개인 맞춤형 번호판을 신청했다. 이 번호판은 승인되었으나(신청자는 MILF가 "수동 인라인 리프트 변동기"(manual inline lift fluctuator)를 의미한다고 주장했다), 나중에 항의가 접수되어 취소되었다.
2007년 12월, 저가 항공사인 스피릿 항공은 다른 약자를 기반으로 한 논란이 되는 광고 캠페인을 진행했는데, 열대 목적지를 홍보하기 위해 MILF를 "Many Islands, Low Fares"(많은 섬, 저렴한 요금)의 의미로 사용했다. 2009년 1월, 스피릿은 이 캠페인을 다시 진행했다.
2013년, 의류 회사인 True & Co.는 브래지어 라인 광고에서 이 문구를 패러디하여 "Mom I'd Like to Fit"(핏을 맞추고 싶은 엄마)으로 변경했다. 이 캠페인은 부정적인 주목을 받았다.
《SMILF》는 프랭키 쇼가 주연, 제작, 각본, 감독을 맡은 쇼타임의 미국 코미디 텔레비전 시리즈이다. 쇼의 동명 단편 영화를 기반으로 한다. 이 시리즈의 이름인 《SMILF》는 "MILF"라는 용어에서 파생된 것으로, "S"는 "single"(싱글)이나 "Southie"(사우스보스턴, 매사추세츠의 별칭) 또는 둘 다를 의미한다.
2016년, 퍼기는 노래 "M.I.L.F. $"와 함께 여러 유명 어머니들이 출연하는 뮤직비디오를 발표했다.
2018년 프랑스 코미디 영화 《MILF》는 세 명의 어린 시절 친구들이 MILF가 되어 세 명의 젊은 남성들을 유혹하는 내용이다.

## 같이 보기
- 나이 차이와 성적 관계
- 쿠거 (속어)
- MILF 포르노그래피
- 오이디푸스 콤플렉스